# Onthophagus gunsalami
Onthophagus gunsalami är en skalbaggsart som beskrevs av Teruo Ochi och Masahiro Kon 2005. Onthophagus gunsalami ingår i släktet Onthophagus och familjen bladhorningar. Inga underarter finns listade i Catalogue of Life.